# Václav Malý
Václav Malý (ur. 21 września 1950 w Pradze) – czeski biskup rzymskokatolicki, rzecznik Karty 77, obrońca praw człowieka, biskup pomocniczy praski od 1997.
W latach 1969–1976 studiował w seminarium duchownym w Litomierzycach. Święcenia kapłańskie przyjął 26 czerwca 1976. W 1977 podpisał Kartę 77. Dwa lata później władze pozbawiły go pozwolenia na sprawowanie funkcji kapłańskich i na 7 miesięcy zamknęły w więzieniu. W latach 1980–1989 pracował fizycznie jako palacz. Jednocześnie potajemnie sprawował funkcje kapłańskie. Od 13 stycznia 1981 do 7 stycznia 1982 pełnił funkcję rzecznika Karty 77. Był współzałożycielem Obywatelskiego Forum (Občanské fórum). Odegrał kluczową rolę w aksamitnej rewolucji w Czechosłowacji w 1989.
W latach 1990–1996 był proboszczem w kościele św. Antoniego w Pradze Holešovicach. 3 grudnia 1996 Jan Paweł II mianował go biskupem pomocniczym archidiecezji praskiej. Sakrę biskupią otrzymał 11 stycznia 1997.
Obok wypełniania obowiązków biskupich występuje w obronie praw człowieka, odwiedza kraje, w których panują totalitarne reżimy, takie jak Białoruś, Kuba, Chiny, Iran, Czeczenia, gdzie spotyka się z przedstawicielami opozycji, upomina się o więźniów politycznych i wspiera ich rodziny.

## Odznaczenia
- Order Tomáša Garrigue Masaryka III Klasy – 1998[1]
- Wyróżnienie Złotej Lipy Ministra Obrony Republiki Czeskiej – 2010[2][3]
- Order Podwójnego Białego Krzyża II klasy – Słowacja, 2024[4]